# Oosterboschit
Oosterboschit ist ein sehr selten vorkommendes Mineral aus der Mineralklasse der „Sulfide und Sulfosalze“. Es kristallisiert im orthorhombischen Kristallsystem mit der chemischen Zusammensetzung (Pd,Cu)7Se5, ist also chemisch gesehen ein Palladium-Kupfer-Selenid, wobei die beiden in den runden Klammern angegebenen Elemente sich in der Formel jeweils gegenseitig vertreten können (Substitution, Diadochie), jedoch immer im selben Mengenverhältnis zu den anderen Bestandteilen des Minerals stehen.
Oosterboschit konnte bisher nur in Form unregelmäßiger Körner von etwa 0,4 Millimetern Durchmesser gefunden werden. Das Mineral ist undurchsichtig und von silbergrauer, metallisch glänzender Farbe. Auf polierten Flächen erscheint die Farbe eher hellgelb mit einem Stich ins cremefarbene.

## Etymologie und Geschichte
Entdeckt wurde Oosterboschit in der etwa zwei Kilometer von Kolwezi entfernten Musonoi Mine in der zur Demokratischen Republik Kongo (Zaire) gehörenden Provinz Katanga (ehemals: Shaba). Erstmals beschrieben wurde das Mineral 1970 durch Z. Johan, P. Picot, R. Pierrot und T. Verbeek, die es zu Ehren des belgischen Bergbauingenieurs Robert Oosterbosch (* 1908) benannten. Oosterbosch setzte sich viele Jahre intensiv für die Entwicklung des Bergbaus in der Region Shaba/Katanga ein.
Das Typmaterial des Minerals wird in der Mines ParisTech (auch École des mines de Paris, englisch National School of Mines) in Paris, Frankreich aufbewahrt.

## Klassifikation
In der veralteten 8. Auflage der Mineralsystematik nach Strunz war der Oosterboschit noch nicht aufgeführt.
In der zuletzt 2018 überarbeiteten Lapis-Systematik nach Stefan Weiß, die formal auf der alten Systematik von Karl Hugo Strunz in der 8. Auflage basiert, erhielt das Mineral die System- und Mineralnummer II/A.06-010. Dies entspricht der Klasse der „Sulfide und Sulfosalze“ und dort der Abteilung „Legierungen und legierungsartige Verbindungen“, wo Oosterboschit zusammen mit Chrisstanleyit, Coldwellit, Jacutingait, Jagüéit, Luberoit, Tischendorfit und Vasilit eine unbenannte Gruppe mit der Systemnummer II/A.06 bildet.
Die von der International Mineralogical Association (IMA) zuletzt 2009 aktualisierte 9. Auflage der Strunz’schen Mineralsystematik ordnet den Oosterboschit in die Klasse der „Sulfide und Sulfosalze (Sulfide, Selenide, Telluride, Arsenide, Antimonide, Bismutide, Sulfarsenide, Sulfantimonide, Sulfbismutide)“ und dort in die Abteilung „Metallsulfide, M : S > 1 : 1 (hauptsächlich 2 : 1)“ ein. Hier ist das Mineral in der Unterabteilung „mit Rhodium (Rh), Palladium (Pd), Platin (Pt) usw.“ zu finden, wo es als einziges Mitglied eine unbenannte Gruppe mit der Systemnummer 2.BC.10 bildet.
In der vorwiegend im englischen Sprachraum gebräuchlichen Systematik der Minerale nach Dana hat Oosterboschit die System- und Mineralnummer 02.16.15.02. Das entspricht der Klasse der „Sulfide und Sulfosalze“ und dort der Abteilung „Sulfidminerale“. Hier findet er sich innerhalb der Unterabteilung „Sulfide – einschließlich Seleniden und Telluriden – mit verschiedenen Formeln“ in einer unbenannten Gruppe mit der Systemnummer 02.16.15, in der auch Rickardit eingeordnet ist.

## Bildung und Fundorte
Oosterboschit bildet sich in den Oxidationszonen verschiedener Erz-Lagerstätten. Als Begleitminerale können unter anderem Covellin, selenhaltiger Digenit, Chrisstanleyit, Gold, Trogtalit und Verbeekit auftreten.
Als sehr selten vorkommende Mineralbildung ist Oosterboschit nur in wenigen Proben aus bisher vier Fundorten bekannt (Stand 2013). Neben seiner Typlokalität Musonoi konnte das Mineral in der Demokratischen Republik Kongo nur noch in der ebenfalls nahe Kolwezi liegenden Kupfergrube „Mutoshi“ (Ruwe) gefunden werden.
Weitere bisher bekannte Fundorte sind die „Copper Hills“ in der Region Pilbara in Australien und die „New Rambler Mine“ im Albany County (Wyoming) in den Vereinigten Staaten.

## Kristallstruktur
Oosterboschit kristallisiert orthorhombisch, wobei die Raumgruppe bisher nicht näher bestimmt wurde. Die Gitterparameter lauten: a = 10,42 Å; b = 10,60 Å und c = 14,43 Å sowie 8 Formeleinheiten pro Elementarzelle.